# Liste der geschützten Landschaftsbestandteile im Landkreis Coburg
Im Landkreis Coburg gab es im Mai 2018 die folgenden ausgewiesenen geschützten Landschaftsbestandteile.

## Geschützte Landschaftsbestandteile
| Wilder Weg bei Grattstadt                                  | BW | LB-00911 | Bad Rodach, Grattstadt Karte: 1136805418 auf OpenStreetMap                                                    | ⊙ | 2,9  |               |
| Beerberg                                                   |    | LB-00881 | Bad Rodach, Roßfeld Karte: 1136805419 auf OpenStreetMap                                                       | ⊙ | 3,1  | 30. Nov. 1993 |
| Esbacher See                                               |    | LB-00924 | Dörfles-Esbach, Esbach Alte Tongrube Karte: 1137001375 auf OpenStreetMap                                      | ⊙ | 10,0 |               |
| Grüberstein                                                | BW | LB-00964 | Grub am Forst, Grub am Forst Karte: 1137023462 auf OpenStreetMap                                              | ⊙ | 0,9  |               |
| Feuchtgebiet am Füllbach                                   | BW | LB-00767 | Grub am Forst, Grub am Forst Karte: 1137016870 auf OpenStreetMap                                              | ⊙ | 4,4  |               |
| Am Kiefern                                                 | BW | LB-00660 | Grub am Forst, Rohrbach Karte: 15419226 auf OpenStreetMap                                                     | ⊙ | 0,8  |               |
| Schnorrenleiten / Hintere Leiten                           | BW | LB-00960 | Grub am Forst, Zeickhorn Karte: 1137016871 auf OpenStreetMap                                                  | ⊙ | 6,6  |               |
| Rottenbacher Teiche                                        |    | LB-00780 | Lautertal, Rottenbach mit Rösten-, Harras- und Pfaffenteich (Beerigsschrot) Karte: 15415234 auf OpenStreetMap | ⊙ | 1,1  |               |
| Moor im Beerigschrot                                       | BW | LB-00779 | Lautertal, Rottenbach beinhaltet das Waldgebiet östlich des Pfaffenteiches                                    | ⊙ | 3,5  |               |
| Görsdorfer Weiher und Lautergrund                          | BW | LB-00889 | Lautertal, Rottenbach Karte: 1136931308 auf OpenStreetMap                                                     | ⊙ | 8,3  |               |
| Werrabahndamm zwischen Ober- und Tiefenlauter              | BW | LB-00912 | Lautertal, Tiefenlauter Karte: 1136949619 auf OpenStreetMap                                                   | ⊙ | 6,8  | 10. Okt. 1994 |
| Hecke zwischen Moggenbrunn und Beuerfeld                   | BW | LB-00750 | Meeder, Beuerfeld Karte: 1137001374 auf OpenStreetMap                                                         | ⊙ | 0,4  |               |
| Aichaer Teich                                              | BW | LB-00915 | Neustadt bei Coburg, Aicha Karte: 1137001373 auf OpenStreetMap                                                | ⊙ | 0,3  |               |
| Teich in der Birkiger Haide                                | BW | LB-00768 | Neustadt bei Coburg, Birkig Karte: 1136959264 auf OpenStreetMap                                               | ⊙ | 1,7  |               |
| Teiche südlich des Müßholz mit angrenzendem Feuchtwald     | BW | LB-00884 | Neustadt bei Coburg, Birkig Karte: 1136961415 auf OpenStreetMap                                               | ⊙ | 3,0  |               |
| Schnackenteich nördlich Horb                               | BW | LB-00885 | Neustadt bei Coburg, Birkig Karte: 1136961417 auf OpenStreetMap                                               | ⊙ | 1,0  |               |
| Angerteich und Feuchtflächen nördlich Birkig               | BW | LB-00914 | Neustadt bei Coburg, Birkig Karte: 1136961418 auf OpenStreetMap                                               | ⊙ | 1,0  |               |
| Bohlenteiche und angrenzender Wald östlich Boderndorf      | BW | LB-00913 | Neustadt bei Coburg, Boderndorf Karte: 1136961416 auf OpenStreetMap                                           | ⊙ | 2,9  |               |
| Feuchtwiese südlich Brüx                                   | BW | LB-00958 | Neustadt bei Coburg, Brüx Karte: 1136956416 auf OpenStreetMap                                                 | ⊙ | 0,2  |               |
| Fechheimer Berg                                            | BW | LB-00758 | Neustadt bei Coburg, Fechheim Karte: 1137001378 auf OpenStreetMap                                             | ⊙ | 27,0 | 13. Jan. 1992 |
| Feuchtgebiet bei Fürth a.Berg                              | BW | LB-00708 | Neustadt bei Coburg, Fürth am Berg Karte: 1137001379 auf OpenStreetMap                                        | ⊙ | 1,4  |               |
| Flachmoor südlich Höhn                                     | BW | LB-00887 | Neustadt bei Coburg, Höhn Karte: 1136956417 auf OpenStreetMap                                                 | ⊙ | 0,4  |               |
| Neuwiesengraben nordwestlich Ketschenbach                  | BW | LB-00886 | Neustadt bei Coburg, Ketschenbach Karte: 1136959266 auf OpenStreetMap                                         | ⊙ | 3,7  |               |
| Feuchtwald und Moorteich südwestlich Meilschnitz           | BW | LB-00882 | Neustadt bei Coburg, Meilschnitz Karte: 1136959267 auf OpenStreetMap                                          | ⊙ | 5,0  |               |
| Teiche östlich des Haiderteiches                           | BW | LB-00910 | Neustadt bei Coburg, Wellmersdorf Karte: 1136959263 auf OpenStreetMap                                         | ⊙ | 1,2  |               |
| Feuchtwald, Nasswiesen und Teiche nordöstlich Wellmersdorf | BW | LB-00883 | Neustadt bei Coburg, Wellmersdorf Karte: 1136961419 auf OpenStreetMap                                         | ⊙ | 3,1  |               |
| Moorwiese bei Wellmersdorf                                 | BW | LB-00721 | Neustadt bei Coburg, Wellmersdorf Karte: 1137001377 auf OpenStreetMap                                         | ⊙ | 0,5  | 1985          |
| Einberger Schweiz                                          | BW | LB-00740 | Rödental, Einberg Geotop 473R004 Karte: 1137001376 auf OpenStreetMap                                          | ⊙ | 4,0  |               |
| Schafteich nordwestlich Fornbach                           | BW | LB-00880 | Rödental, Fornbach Karte: 1136956418 auf OpenStreetMap                                                        | ⊙ | 0,4  |               |
| Steinbruch bei Taimbach                                    |    | LB-00955 | Rödental, Fornbach Geotop 473A008 Karte: 1136949618 auf OpenStreetMap                                         | ⊙ | 1,5  | 15. Nov. 2000 |
| Altwasserarm der Rodach mit angrenzendem Heckengebiet      |    | LB-00709 | Seßlach, Heilgersdorf Karte: 1137026012 auf OpenStreetMap                                                     | ⊙ | 1,8  |               |
| Feuchtgebiet bei Oberelldorf                               | BW | LB-00692 | Seßlach, Oberelldorf Karte: 1137026011 auf OpenStreetMap                                                      | ⊙ | 4,1  |               |
| Rasenwässerlein                                            |    | LB-00693 | Seßlach, Seßlach Karte: 15419261 auf OpenStreetMap                                                            | ⊙ | 8,0  |               |
| Weinberg bei Gestungshausen                                | BW | LB-00879 | Sonnefeld, Gestungshausen Karte: 1137016872 auf OpenStreetMap                                                 | ⊙ | 3,4  |               |
| Ehemaliger Steinbruch bei Weikenbach                       | BW | LB-00723 | Sonnefeld, Weickenbach Karte: 1137001372 auf OpenStreetMap                                                    | ⊙ | 0,5  |               |
| Salzlecke                                                  | BW | LB-00909 | Neustadt bei Coburg, Ketschenbach Karte: 1136959265 auf OpenStreetMap                                         | ⊙ | 1,6  |               |
| Legende für Geschützter Landschaftsbestandteil             |    |          | |   |      |               |